# Hybos lii
Hybos lii är en tvåvingeart som beskrevs av Yang 1987. Hybos lii ingår i släktet Hybos och familjen puckeldansflugor. Inga underarter finns listade i Catalogue of Life.